# Wiyot
Wiyot (Weeyot, Weott, Humboldt Bay Indijanci, Wishosk).- Najjužnija grupa američkih Indijanaca Sjeverozapadnih obalnih Indijanaca nastanjena na donjem toku Mad Rivera (Indijanci Batawat ili Patawat), Humboldt Baya (Wiki ili Wishosk) i donjeg toka Eel Rivera (Weeyot ili Weiyot), Kalifornija. Kulturno i lingvistički Wishoskan Indijanci (kolektivni naziv) srodni su plemenima Weitspekan ili Yurok i klasificirani su u takozvanu porodicu Ritwan, koja smatrala za ogranak Algonquianaca. 
Naselja Wiyota nalazila su se više uz potoke i zaljeve nego uz obalu oceana. Ova sela sastojala su se od 4 do 12 kuća, prosječno 30 ljudi. Bilo je i razbijenih zaselaka od jedne ili dvije kuće. Sela bi uobičajeno imala i parne kupelji, veoma raširen običaj među ovim plemenima. Osim za kupanje i 'ritualno čišćenje', Indijancima (muškarcima) bi služile i da odspavaju u njima. Prema današnjoj procjeni računa se da ih je ranog 19. stoljeća bilo 3,500
Wiyoti bijahu ribari. Ribu su lovili i na rijekama i obali oceana. Putovanje oceanom ipak su izbjegavali. Uz obalu su sakupljali mekušce, napose školjke. Kuće i kanui Wiyota izrađivali su se od cedrovog drveta. Bogatstvo se kod Wiyota računalo školjklama-dentalium, crvenim žuninim skalpovima i bijelim krznima. Institucije poglavice ili pojedinaca s političkim autoritetom nisu imali, kao savjetnik mogao je poslužiti osobnim utjecajem neki bogati pojedinac. Kazne, na primjer za ubojstvo, određivale su se u dentalium-školjkama. 
Šamani Wiyota u većini slučajeva su bile žene. Šamanska moć stjecala se noći na planinskim vrhovima. Neki Wiyot-šamani samo su mogli dijagnosticirati bolesti, drugi pak bijahu u stanju izliječiti isisavanjem bolesnog objekta i krvi. 
Wiyoti su nazivani i imenima Dilwishne od Sinkyone Indijanaca, Sulatelik, što je isprva označavalo naziv njihova jezika, pa se kasnije proširilo i na pleme. Postoji i naziv Humboldt Bay Indians prema lokaciji na kojoj su živjeli Wiki. -Naziv Wishosk, čini se, koristili su Wiyoti za susjedne Atapaske, ali je greškom kasnijem ostao njima. Američka Enciklopedija imenom Wishosk označava Indijance Wiki i ne odnosi se na skupine Batawat i Wiyot. 
Wiyoti danas broje oko 450 pripadnika u sjevernoj Kaliforniji, većina ih je van rezervata i nekih 50 na njima, viz.: Blue Lake, Rohnerville, Table Bluff, i Trinidad.

## Bande i Sela
- Wiki (Humboldt Bay Wiyot) (Humboldt Bay):

Bimire, 
Dakduwaka, ili Hiluwitl (?),
Dulawat, na otoku u Humboldt Bayu.
Kotsir (?),
Kumaidada, na Freshwater Creek.
Legetku (?), 
Potitlik, 
Tabayat ili Witki (?), 
Tokelomigimitl (?), 
Yachwanawach, .
- Wiyat (Eel River Wiyot) (Eel River):

Dakwagerawakw, 
Hakitege (?), na utoci Eel i Van Duzen Rivera.
Ho'ket (?), kod ušća Eel River.
Watsayeriditl (?), 
Wuktlakw (?), .
- Batawat (Patawat, Mad River Wiyot) (Mad River):

Kachewinach (?), 
Ma'awor, Yurok naziv; na ušću Mad River.
Osok, Yurok naziv; 
Tabagaukwa (?),
We'tso (?), na južnoj strani Mad River.

## Mali rječnik
Engleski (Francuski)	Wiyot ...Hrvatski
- One (Un)	Kótsur	...        jedan
- Two (Deux)	Adítur	...        dva
- Three (Trois)	Adíkur	...        tri
- Four (Quatre)	Adiyáwur   ...     četiri
- Five (Cinq)	Wasságh	 ...       pet
- Man (Homme)	Kúwi'i	 ...       čovjek
- Woman (Femme)	Humútuwihl  ...    žena
- Dog (Chien)	Wáyich	 ...       pas
- Sun (Soleil)	Tánmu	 ...       sunce
- Moon (Lune)	Dutsuwulaíluqi	... mjesec
- Water (Eau)	Hólu	...        voda
- White (Blanc)	...	        bijela
- Yellow (Jaune)	Tukáphlaw...	žuta
- Red (Rouge)	Sághaw	  ...      crvena
- Black (Noir)	Siswáw	 ...       crna

## Vanjske poveznice
- North Coast Journal
- Wiyot  Arhivirana inačica izvorne stranice od 29. ožujka 2006. (Wayback Machine)
- Native Languages of the Americas: Wiyot (Weott, Sulateluk)
- Foto galerija